# Vata (geslacht)
Vata is een geslacht van kevers uit de familie van de loopkevers (Carabidae). De wetenschappelijke naam van het geslacht is voor het eerst geldig gepubliceerd in 1903 door Fauvel.

## Soorten
Het geslacht Vata omvat de volgende soorten:
- Vata gracilipalpis (W.Horn, 1909)
- Vata thomsoni (Perroud, 1864)